# Jørgen Popp Petersen
Jørgen Popp Petersen (født 30. oktober eller 31. oktober 1963) er en landmand og politiker fra Slesvigsk Parti som siden 1. januar 2022 har været borgmester i Tønder Kommune. 

## Privat
Popp Petersen tilhører det tyske mindretal i Danmark. Han er født og opvokset i landsbyen Søvang i Tønder Kommune, hvor han stadig bor i 2022. Popp Petersen gik i dansk skole i Øster Højst og senere i Løgumkloster og talte sønderjysk i barndomshjemmet. Han er uddannet landmand på Bygholm Landbrugsskole i 1987 og har været selvstændig landmand siden 1988.
Popp Petersen er gift med Elsbeth og har fire børn, som har gået i tysk skole og gymnasium. Han har længe været engageret i tyske foreninger og institutioner i Sønderjylland og har haft en række bestyrelsesposter i lokale foreninger. Han tilhører det tyske mindretal i Danmark, men betragter sit tilhørsforhold som Tønder Kommune og identificerer sig frem for alt som Sønderjyde.
Han har siden folkeskolen været begejstret for musik og været trommeslager i en lokal musikgruppe.
Popp Petersen var formand for Landboforeningen LHN i Tinglev 2001-2021 og formand for Det Sønderjyske Landbrugsråd 2005-2021.

## Politisk karriere
Popp Petersen er formand for Slesvigsk Parti i Tønder og har siddet i byrådet i Tønder Kommune siden 2010. Han blev medlem af økonomiudvalget i 2018.
Efter kommunalvalget 2021 indgik et flertal på 21 ud af 31 medlemmer fra Slesvigsk Parti, Borgerlisten, Socialdemokratiet, Venstre, Nye Borgerlige og Det Konservative Folkeparti i den nye kommunalbestyrelse en konstitueringsaftale, som gjorde Popp Petersen til borgmester og Martin Iversen fra Venstre til ny viceborgmester. Uden for aftalen stod Tønder Listen, det største parti med ni mandater med tidligere borgmester Henrik Frandsen i spidsen, og SF.